# Ibou Wane
Pour les articles homonymes, voir Wane.
Ibrahima Ismaïl Wane, né le 4 octobre 1995 à Kaolack, Ibrahima Ismail Wane (Ibou Wane) est un cinéaste passionné, doté d'une expertise approfondie en montage, cadrage et photographie avancée, ainsi qu'en réalisation cinématographique.
Son objectif principal est de perfectionner continuellement ses compétences en post-production et en réalisation, avec un intérêt particulier pour les nouvelles technologies de montage. Il aspire à collaborer sur des projets innovants qui valorisent la culture et le talent sénégalais, tout en élargissant son réseau professionnel à l’échelle internationale.  
Engagé dans la création visuelle, Ibrahima s’attache à produire des contenus captivants et de haute qualité, porteurs d’histoires puissantes capables d’inspirer un public mondial. Son travail reflète une volonté constante de repousser les limites créatives tout en honorant les récits issus de son héritage culturel.

## Biographie
Ibrahima Ismail Wane dit Ibou Wane a grandi à Dakar dans le quartier populaire de Grand Yoff.
Depuis son enfance, il a été passionné par le cinéma et l'audiovisuel sans même vraiment connaitre le métier. Il rêvait déjà de voir un jour son nom s'afficher dans des génériques de films ou d'émissions.
En 2017, il intègre Obelus Film & Animation Studio, sous la direction de Amath Ndiaye.
Depuis, il a participé à plusieurs films courts métrages dont Ganja, le premier film d'animation en 3D au Sénégal réalisé en wolof par une équipe de jeune Sénégalais et de nombreuses productions qu'il a lui-même cadré, monté et/ou réalisé.
En 2025, il signe Baba, un film d’animation 3D Sénégalais et en wolof, en coréalisation, produit par Obelus et composé majoritairement de jeunes passionnés de cinéma, marquant une nouvelle étape dans sa carrière cinématographique.

## Filmographie

### Comme Réalisateur
- 2025 : BABA (animation 3D)

### Comme monteur
- 2018 : Wuutu (fiction)
- 2019 : La Passionnée (fiction)
- 2019 : Ganja (animation 3D) : meilleur court métrage sénégalais, sélection officielle au FESPACO 2021
- 2020 : Xale Laa (animation 3D)
- 2020 : Une toile pour un visa (fiction)
- 2021 : Énième Victime (storytelling)
- 2022 : Noma (animation 3D)

### Comme cadreur
- 2018 : Wuutu (fiction)
- 2019 : La Passionnée (fiction)
- 2020 : Une toile pour un visa (fiction)
- 2021 : Énième Victime (storytelling)

## Distinctions
- 2019 : prix du Meilleur court métrage pour le film Ganja[4]